# Nongnu
Nongnu (kinesiska för "trälar")  är en klassisk kinesisk propagandafilm från 1963 som också är känd som Serfs på engelska och Zhing bran på tibetanska. Den spelades in av ett produktionsbolag som lydde under Folkets befrielsearmé och manus skrevs av den kände kinesiske författaren Huang Zongjiang.

## Handling
Filmen handlar om samhället i Tibet före och efter införlivandet med Folkrepubliken Kina. Filmens huvudperson, Jampa, är en tibetansk träl vars far avlidit till följd av spöstraff, och Namgang, som är dotter till en smed. Jampa själv utsätts för misshandel då han i hunger ätit av mat som offrats till buddhabilder i ett tempel och biter av sig tungan i protest. Kort därefter anländer Folkets befrielsearmé till Jampas hemtrakt, där demokratiska reformer börjar inledas för att avskaffa det gamla samhällssystemet och Jampa befrias från sin feodalherre. Handlingen kulminerar vid tiden för tibetanska upproret 1959, då Jampa avslöjar en lokal sammansvärjning mot befrielsearmén.

## Kritik
Manusförfattaren hade enligt egen utsago ingen förhandskunskap om det tibetanska samhället när han skrev manus utan förlitade sig på officiella partidokument när han skildrade det traditionella tibetanska samhället, varför han har kritiserats för att ha överdrivit sin skildring. Filmen har dock haft en stor inverkan på hur i synnerhet hankineser ser på det tibetanska samhället före 1951.